# Hypopta invidiosa
Espèce
Hypopta invidiosa est une espèce de lépidoptères (papillons) de la famille des Cossidae.

## Taxonomie
Le nom valide complet (avec auteur) de ce taxon est Hypopta invidiosa Dognin, 1923.
Hypopta invidiosa a pour synonyme :
- Givira invidiosa (Dognin, 1923)